# 锡考克斯枢纽
锡考克斯枢纽（英語：Secaucus Junction）是位于美国新泽西州錫考克斯的通勤铁路枢纽车站，东北走廊和新泽西捷运本线在本站十字交汇，新泽西通勤铁路除大西洋城线和普林斯顿支线外所有线路列车均停靠本站，而所有美铁列车均不停靠本站。

## 历史

车站途径新泽西通勤铁路线路示意图。灰色：纽瓦克系统、绿色：霍博肯系统；绿色和蓝色分别为卡尼联络线和滨水联络线

车站为连接新泽西通勤铁路的两大系统、方便旅客换乘而于2003年12月15日建成投用。车站被命名为弗兰克·R·劳滕伯格在锡考克斯枢纽的铁路车站（英語：Frank R. Lautenberg Rail Station at Secaucus Junction）以纪念对车站建设争取联邦政府经费有功的美国参议员弗兰克·劳滕伯格。纽瓦克系统和霍博肯系统是新泽西通勤铁路中的两个系统，为原宾夕法尼亚铁路和伊利拉克瓦纳铁路运营线路的历史遗留。1983年新泽西交通接手了全州的客运铁路后，这两个系统仍旧相互独立。霍博肯系统线路的乘客抵达霍博肯總站只能乘坐纽新捷运或轮渡前往曼哈顿。
连接两个系统的卡尼联络线和滨水联络线分别于1995年和1996年开通后，新泽西捷运开通了部分的直通运转列车，但在本站建成前，乘客一直无法进行跨月台换乘。

## 车站结构

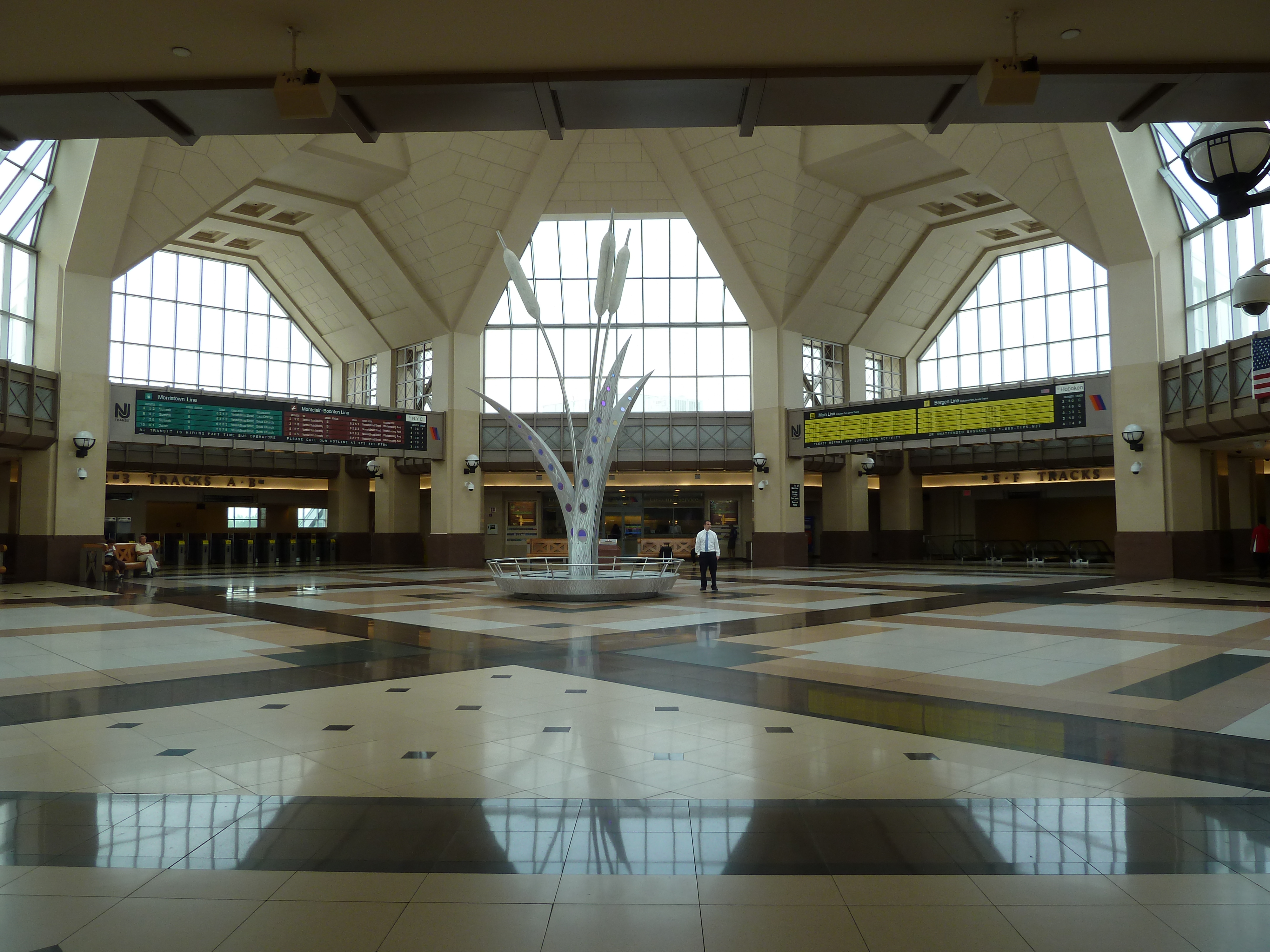
车站上层大堂

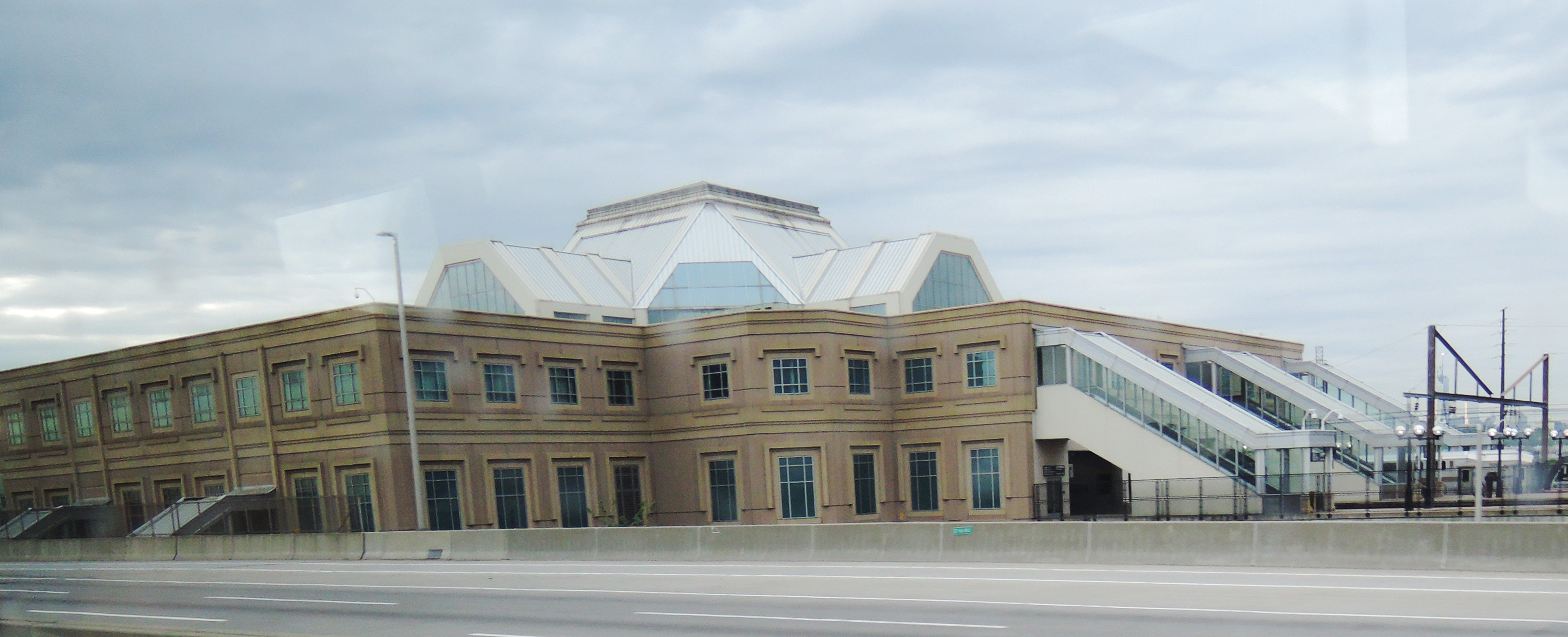
从I-95高速上眺望车站

车站站房面积321,000-平方英尺（29,800-平方），耗资4.5亿美元。上层站厅设有一座30-英尺-high（9.1-）高、由铁、玻璃、钛制作的雕塑，展现了新泽西草甸生长的植物香蒲，由旧金山艺术家Louis "Cork" Marcheschi制作。香蒲雕塑顶部有象征新泽西捷运的紫色、蓝色、橘色装饰。

### 站台
车站上层股道为电气化铁路，设有4条股道、1座岛式站台（A、B道）和2座侧式站台（2、3道，同时兼做通过线）。东北走廊线、北澤西海岸線、莫里斯鎮線、格萊德斯通支線、蒙克萊-本頓線等由紐瓦克賓夕法尼亞車站始发终到的列车，以及通过车站的美铁列车使用该层股道。
车站下层股道为非电气化铁路，设有4条股道和2座岛式站台。主線、卑爾根縣線、帕斯卡克河谷線、傑維斯港線等由霍博肯總站始发终到的列车使用该站台。
车站并不是真正意义上的的“枢纽站”（Junction，不同线路间设有联通道岔），车站上层和下层股道间无联络线连接。美铁推出的纽约门户计划计划新建连接两层股道的联络线。
| 4F | 上层站厅 | 换乘列车 |
| 3F | 侧式站台 | 侧式站台 |
| 3F | 3道      | ← ■莫里斯鎮線、格萊德斯通支線、蒙克萊-本頓線西行列车（纽瓦克宽街） ← ■东北走廊线、北澤西海岸線南下列车（紐瓦克-賓州） ← ■美鐵各列车均不停靠 |
| 3F | B道      | ← ■莫里斯鎮線、格萊德斯通支線、蒙克萊-本頓線西行列车（纽瓦克宽街） ← ■东北走廊线、北澤西海岸線南下列车（紐瓦克-賓州）                       |
| 3F | 岛式站台 | |
| 3F | A道      | → ■东北走廊线、北澤西海岸線、莫里斯鎮線、蒙克萊-本頓線等往紐約方向（终点站） →                                                              |
| 3F | 2道      | → ■东北走廊线、北澤西海岸線、莫里斯鎮線、蒙克萊-本頓線等往紐約方向（终点站） → → ■美鐵各列车均不停靠 →                                      |
| 3F | 侧式站台 | |
| 2F | 下层站厅 | 换乘列车 |
| 1F | H道      | ← ■ 主線、卑爾根縣線、帕斯卡克河谷線、傑維斯港線等往萨芬方向 ← ■ 帕斯卡克河谷線等往春谷方向（伍德里奇）                                     |
| 1F | 岛式站台 | |
| 1F | G道      | ← ■ 主線、卑爾根縣線、帕斯卡克河谷線、傑維斯港線等往萨芬方向 ← ■ 帕斯卡克河谷線等往春谷方向（伍德里奇）                                     |
| 1F | F道      | → ■主線、卑爾根縣線、帕斯卡克河谷線、傑維斯港線等往霍博肯方向（终点站） →                                                                   |
| 1F | 岛式站台 | |
| 1F | E道      | → ■主線、卑爾根縣線、帕斯卡克河谷線、傑維斯港線等往霍博肯方向（终点站） →                                                                   |